# Ermengarde van Haspengouw
Ermengarde van Haspengouw (omstreeks 778, maar in elk geval vóór 784 — Angers, 3 oktober 818), mogelijk afkomstig uit de dynastie der Robertijnen, ook Irmingard genoemd.
Haar vader, Ingram van de Haspengouw, gehuwd met Grotrude, sloot voor haar in 794 een huwelijk met Lodewijk de Vrome, die sinds 781 regeerde als koning van Aquitanië. Lodewijk was op dat moment derde in lijn voor de troonopvolging van Karel de Grote maar dat veranderde toen Lodewijks beide oudere broers Pepijn en Karel respectievelijk in 810 en 811 overleden. Zo werd Ermengarde in 814 koningin der Franken en in 816 keizerin. Zij behartigde aan haar hof de belangen van haar familie en onderhield banden met de kerkhervormers uit Aquitanië. Er zijn speculaties dat haar relatie met Lodewijk pas na de kroning een volwaardig huwelijk was. Ze is overleden op reis met haar man, na een ziekbed van drie dagen.
Ze had met haar echtgenoot de volgende kinderen:
- Lotharius (± 795-855), koning van Italië, volgde zijn vader op als keizer en werd koning van het Middenrijk
- Pepijn (± 797-838), koning van Aquitanië; hij stierf nog vóór het Frankische Rijk in 843 met het Verdrag van Verdun definitief kon worden verdeeld
- Rotrude (± 800-?)
- Bertha, van wie het geboortejaar onbekend gebleven is
- Hildegarde, (± 802/804-857), abdis van de Notre Dame en de Saint Jean te Laon, steunde Lotharius tegen Karel de Kale
- Lodewijk (± 806-876), koning van Beieren en na 843 van het Oost-Frankische Rijk.